# Iaia

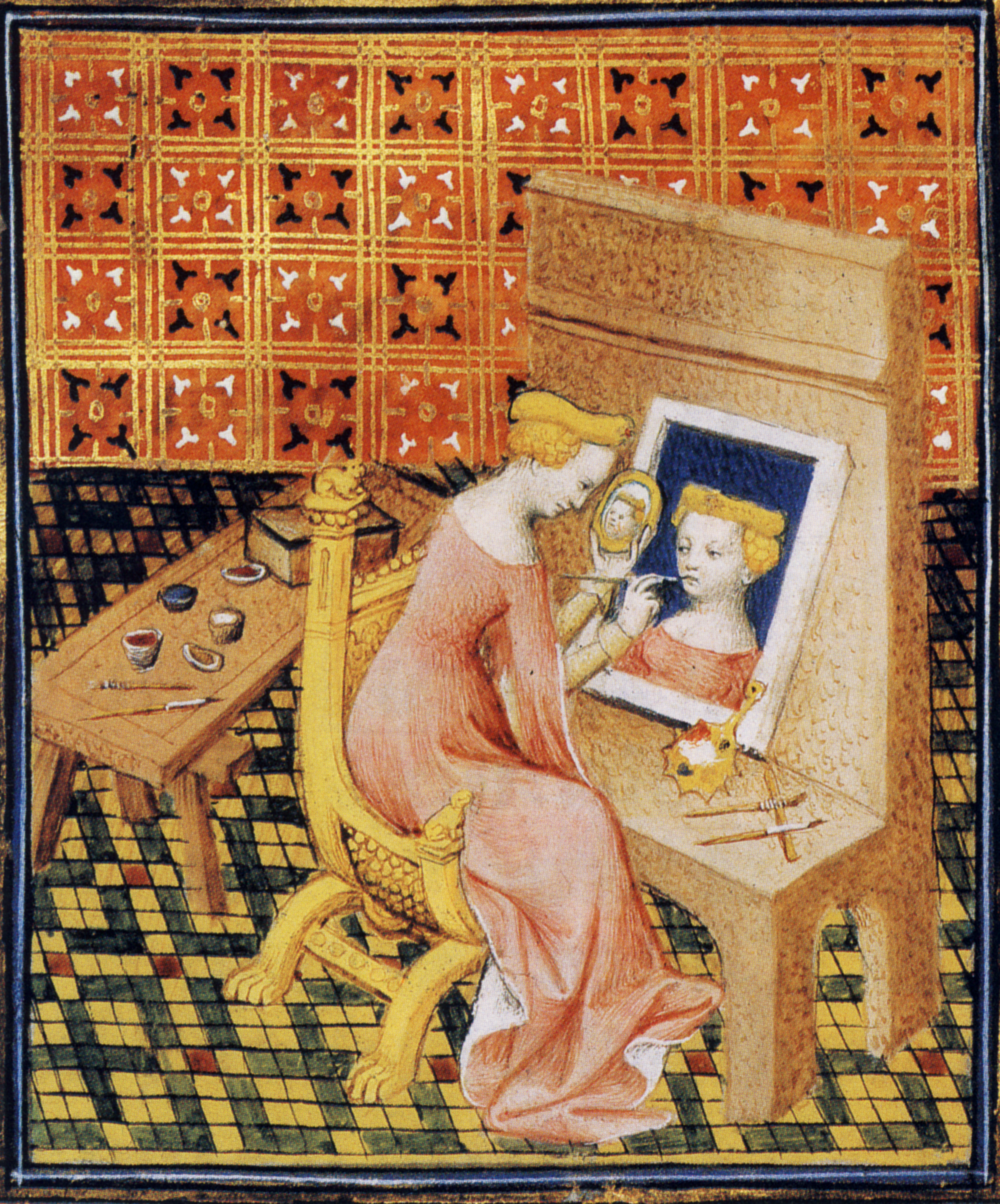
Portrait datant du XVe siècle d'Iaia à partir d'une traduction française du De mulieribus claris.

Iaia de Cyzique (ou encore Marcia ou Martia ; 116 av. J.-C. - 27 av. J.-C.) est une peintre et sculptrice grecque active en Italie romaine et vivant au temps de Varron.

## Biographie
Née à Cyzique,, elle est une peintre et graveuse d'ivoire renommée. La plupart de ses peintures représentent des femmes. Parmi les images qui lui sont attribuées figurent un grand panneau à Naples représentant une vieille femme, et un autoportrait. On dit d'elle qu'elle travaille mieux et plus rapidement que ses concurrents masculins, Sopolis et de Dionysius, ce qui lui permet de gagner plus qu'eux. Marcia est restée célibataire toute sa vie.
Elle est l'une des cinq ou six femmes artistes de l'Antiquité mentionnées par Pline l'Ancien dans son Histoire naturelle (XL.147-148) en 77 avant J.-C., avec Timarété, Aristarete (en), Irene, Olympia (ca) et potentiellement Calypso (ca),,. Elles sont également mentionnées par la suite dans le De mulieribus claris (en français Sur les femmes célèbres ou Des dames de renom) de Boccace, publié au XIVe siècle.
Elle est également mentionnée dans le livre de Cité des dames écrit par Christine de Pizan en 1405.